# Montefalcone di Val Fortore
Montefalcone di Val Fortore é uma comuna italiana da região da Campania, província de Benevento, com cerca de 1.832 habitantes. Estende-se por uma área de 41 km², tendo uma densidade populacional de 45 hab/km². Faz fronteira com Castelfranco in Miscano, Foiano di Val Fortore, Ginestra degli Schiavoni, Roseto Valfortore (FG), San Giorgio La Molara.

## Demografia
| Variação demográfica do município entre 1861 e 2011                               |
|                                                                                   |
| Fonte: Istituto Nazionale di Statistica (ISTAT) - Elaboração gráfica da Wikipedia |